# 醤油差し

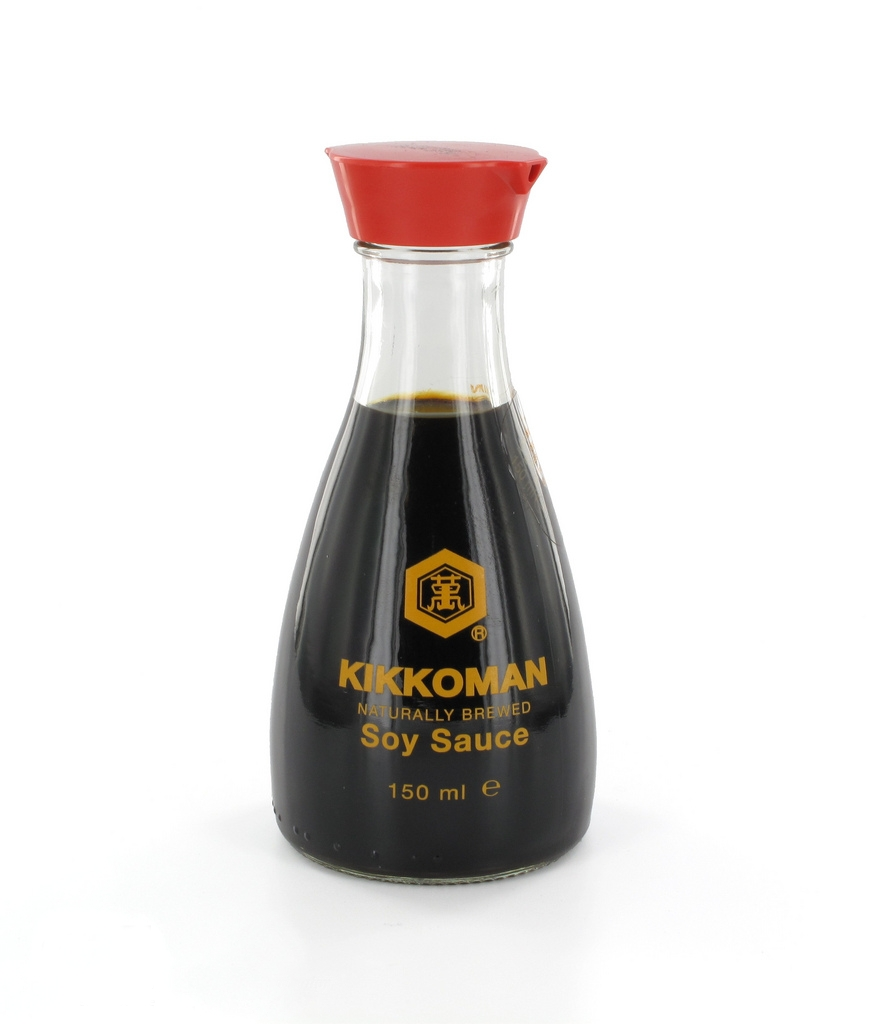
キッコーマン醤油

醤油差し（しょうゆさし、醤油入れ・卓上びんとも）は、醤油などを入れる、または使用するための容器である。卓上用のものは醤油を少量ずつこまめに取り出せるよう、蓋に2箇所、片方は注ぎ口としてもう片方は空気穴として穴が開けられている瓶や、柔らかい素材でできており醤油を押し出せる瓶が一般的である。材質はガラス、陶器、プラスチック樹脂などさまざまなものが使われる。
市販の弁当などに付属する小型の醤油差しについては、タレ瓶を参照。

## 歴史
卓上用の醤油差しは使用する際、特に傾けた後戻す際に醤油が醤油差し自体やテーブルを汚す「液だれ」が起こりやすいため、かつては醤油差しには受け皿が添えられていることが多かった。また材質もガラスではなく陶器を用いたものが主流だった。
液だれを解決した醤油差しとして先駆的なものとしては1961年にキッコーマンが発売した「キッコーマンしょうゆ卓上びん」がある。同社は小容量容器での販売への要望のためそれ以前から液だれしにくい卓上びんを開発し使用していたが、さらなる改良のため当時同社の企画宣伝課だった吉田節夫がGKインダストリアルデザイン研究所所長の榮久庵憲司にデザインを依頼した。注ぎ口の上側ではなく下側を切ることにより液だれを解消したほか、透明なガラスで残量が分かりやすくなった。また注ぐ際に空気穴を指で塞ぐことで1滴ずつ垂らすこともできる。それ以外にも容量・形状・色彩などの点についても試行錯誤の結果作られた同社の卓上びんは以降40年以上デザインを変更せず発売され、1993年には「グッドデザインマーク商品」に選定された。日本国外のレストランではブランドのイメージや機能性から最初だけ同社の卓上びんを購入し、以降は中国産の醤油に詰め替えて使っている店もあるという。キッコーマン以外の醤油メーカーも、同様の機構を持つ醤油差し兼用の容器に醤油を入れ販売している。
それ以外にも21世紀初頭現在、醤油差しは以下のような改良が加えられたさまざまなものが市販されている。
- 注ぎ口がS字型になったもの
- 容器の転倒時にこぼれにくいもの
- 液だれへの対策に特化したもの
- 一定の量だけ出せるもの、ミスト状に少量ずつ出せるもの

## ソース差し
醤油差しには食酢や魚醤など醤油以外でも液体の均質な調味料を入れて使うこともできる。特に日本では食卓上で醤油と同じような使い方をする（広義の）ウスターソースを入れた場合は、「ソース差し」（あるいは「ソース入れ」）となる。醤油とウスターソースの粘度や使用量の差などといった特性を考慮して注ぎ口の穴や容器自体がやや大き目に作られた、ソース差し専用の容器も作られている。構造の類似性から醤油差しとソース差しを同じメーカーが作ることもあり、この2つをセットにしたものやさらに食塩入れ・胡椒入れなどとセットにしたものが「調味料入れセット」としても販売されている。
その結果として、家庭やレストラン・大衆食堂では、味は大きく異なるにもかかわらず中身ともども外見が似ている醤油とソースが同じような容器に入って机の上に並ぶということがしばしばある。メーカー側や家庭（あるいは店舗）側で区別が付きやすいよう容器に工夫を施している場合もあるが、そうではない場合には区別が付きにくいこととなる。とりわけ食堂では初見で区別せねばならないが、両者の香りはかなり異なるので、かける前に鼻で確かめることで区別できる。日本点字図書館からは、醤油とソースの識別が出来るように、上部に凸点が付いている醤油差しが販売されている。
醤油もウスターソースも現代日本において広く普及した調味料だが、醤油差しは使ってもソース差しは使わないという一般家庭もある。理由は様々あり、ウスターソースは醤油と比較して塩分濃度が低いため醤油ほど微妙な量の調整が必要ではなく、また醤油より粘度が高く、JAS規格で定められた（狭義の）ウスターソースより粘度が高い濃厚ソース（とんかつソースなど）や中濃ソースは量の調整がさらに容易であることから、購入した容器のまま使うケースが見られる。